# Celle di Macra
Celle di Macra (piemontiul: Sele dl'Arma, okcitánul: Seles) település Olaszországban, Piemont régióban, Cuneo megyében. Lakosainak száma 88 fő (2023. január 1.). Celle di Macra Castelmagno, Macra, Marmora és San Damiano Macra községekkel határos.

## Népesség
A település lakossága az elmúlt években az alábbi módon változott:
| Lakosok száma | 99   | 94   | 88   |
|               | 2017 | 2018 | 2023 |